# 밤은 그들만의 시간
"밤은 그들만의 시간"(They Live By Night)은 한국에서 제작된 조은경 감독의 2007년 영화이다. 김성현 등이 주연으로 출연하였고 배지영 등이 제작에 참여하였다.

## 출연

### 주연
- 김성현
- 이제훈
- 이태승
- 김빈
- 정다은
- 조한나

## 기타
- 조명: 박병규
- 조감독: 배지영
- 녹음: 송인영
- 미술: 김혜민